# Amazy
Amazy és un municipi francès, situat al departament del Nièvre i a la regió de Borgonya - Franc Comtat. L'any 2007 tenia 240 habitants.

## Demografia

### Població
El 2007 la població de fet d'Amazy era de 240 persones. Hi havia 104 famílies, de les quals 40 eren unipersonals (16 homes vivint sols i 24 dones vivint soles), 28 parelles sense fills, 28 parelles amb fills i 8 famílies monoparentals amb fills.
La població ha evolucionat segons el següent gràfic:
Habitants censats

### Habitatges
El 2007 hi havia 172 habitatges, 112 eren l'habitatge principal de la família, 46 eren segones residències i 14 estaven desocupats. 170 eren cases i 1 era un apartament. Dels 112 habitatges principals, 93 estaven ocupats pels seus propietaris, 16 estaven llogats i ocupats pels llogaters i 3 estaven cedits a títol gratuït; 1 tenia una cambra, 8 en tenien dues, 18 en tenien tres, 26 en tenien quatre i 59 en tenien cinc o més. 86 habitatges disposaven pel capbaix d'una plaça de pàrquing. A 61 habitatges hi havia un automòbil i a 36 n'hi havia dos o més.

### Piràmide de població
La piràmide de població per edats i sexe el 2009 era:
| Homes | Edats   | Dones |
| ----- | ------- | ----- |
| 0     | 95 o +  | 8     |
| 0     | 90 a 94 | 0     |
| 0     | 85 a 89 | 8     |
| 0     | 80 a 84 | 4     |
| 8     | 75 a 79 | 8     |
| 4     | 70 a 74 | 0     |
| 8     | 65 a 69 | 8     |
| 12    | 60 a 64 | 16    |
| 4     | 55 a 59 | 4     |
| 12    | 50 a 54 | 0     |
| 0     | 45 a 49 | 0     |
| 4     | 40 a 44 | 4     |
| 8     | 35 a 39 | 8     |
| 16    | 30 a 34 | 16    |
| 12    | 25 a 29 | 16    |
| 8     | 20 a 24 | 4     |
| 0     | 15 a 19 | 4     |
| 8     | 10 a 14 | 4     |
| 4     | 5 a 9   | 8     |
| 4     | 0 a 4   | 4     |

## Economia
El 2007 la població en edat de treballar era de 145 persones, 94 eren actives i 51 eren inactives. De les 94 persones actives 88 estaven ocupades (54 homes i 34 dones) i 6 estaven aturades (2 homes i 4 dones). De les 51 persones inactives 21 estaven jubilades, 12 estaven estudiant i 18 estaven classificades com a «altres inactius».

### Ingressos
El 2009 a Amazy hi havia 115 unitats fiscals que integraven 247,5 persones, la mediana anual d'ingressos fiscals per persona era de 15.174 €.

### Activitats econòmiques
Dels 9 establiments que hi havia el 2007, 2 eren d'empreses de construcció, 2 d'empreses de comerç i reparació d'automòbils, 1 d'una empresa d'hostatgeria i restauració, 1 d'una empresa immobiliària i 3 d'empreses de serveis.
Dels 4 establiments de servei als particulars que hi havia el 2009, 1 era un paleta, 1 guixaire pintor, 1 restaurant i 1 agència immobiliària.
L'any 2000 a Amazy hi havia 21 explotacions agrícoles que ocupaven un total de 1.989 hectàrees.

## Poblacions més properes
El següent diagrama mostra les poblacions més properes.